# Grande Prêmio de Watkins Glen
Grand Prix at The Glen (no Brasil: Grande Prêmio de Watkins Glen) foi disputado pela primeira vez na IRL em 2001, e desde então faz parte do campeonato da IRL. A prova fez parte também da CART (atual Champ Car), entre 1979 e 1981. A prova é disputada no Watkins Glen International.

## Vencedores

### CART
| Ano  | Equipe      | Chassi | Motor    |        |
| ---- | ----------- | ------ | -------- | ------ |
| 1979 | Bobby Unser | Penske | Cosworth | Penske |
| 1980 | Bobby Unser | Penske | Cosworth | Penske |
| 1981 | Rick Mears  | Penske | Cosworth | Penske |

### IndyCar Series
| Ano  | Piloto           | Chassis | Motor     | Equipe                   |
| ---- | ---------------- | ------- | --------- | ------------------------ |
| 2005 | Scott Dixon      | Panoz   | Toyota    | Chip Ganassi             |
| 2006 | Scott Dixon      | Panoz   | Honda     | Chip Ganassi             |
| 2007 | Scott Dixon      | Dallara | Honda     | Chip Ganassi             |
| 2008 | Ryan Hunter-Reay | Dallara | Honda     | Rahal Letterman          |
| 2009 | Justin Wilson    | Dallara | Honda     | Dale Coyne               |
| 2010 | Will Power       | Dallara | Honda     | Penske                   |
| 2016 | Scott Dixon      | Dallara | Chevrolet | Chip Ganassi Racing      |
| 2017 | Alexander Rossi  | Dallara | Honda     | Andretti Herta Autosport |

1. ↑  Corrida encerrada na volta 55 / 185.35 milhas devido as duas horas de limite.

## Outros nomes da prova

### CART
- Kent Oil 150 (1979-1980)
- Watkins Glen 200 (1981)

### IRL
- Watkins Glen Indy Grand Prix Presented by Argent Mortgage (2005)
- Watkins Glen Indy Grand Prix Presented by Tissot (2006)
- Camping World Watkins Glen Grand Prix (2008)

## Ligações Externas
- (em inglês) http://www.indycar.com
- (em inglês) http://www.champcarstats.com